# 国王蛋糕

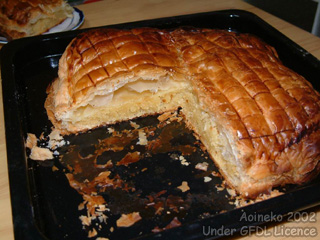
法式国王蛋糕

国王蛋糕是一种在拉丁语族国家流行的蛋糕，通常在圣诞节至主显节期间食用。國王蛋糕的組成通常是由起酥麵皮其中包裹杏仁奶油餡而成。

## 各地名称
- 法国、瑞士法语区、比利时瓦隆尼亚：国王饼（galette/gâteau des Rois）
- 葡萄牙：葡式国王蛋糕（Bolo Rei）
- 西班牙: (Roscón de Reyes).
  - 加泰隆尼亚(tortell)
- 希腊、塞浦路斯(vasilopita)
- 保加利亚(banitsa).

## 图库

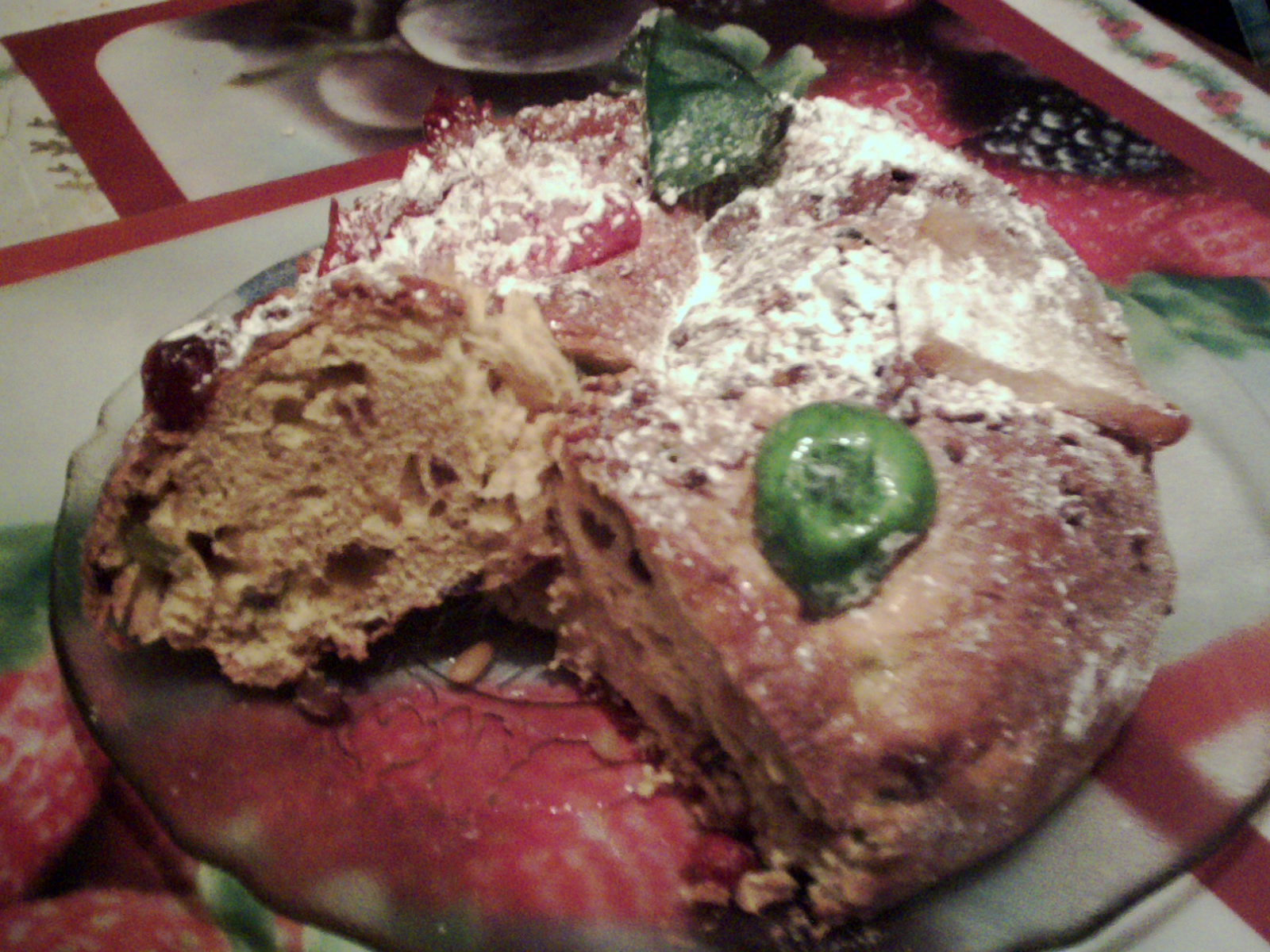
葡式国王蛋糕
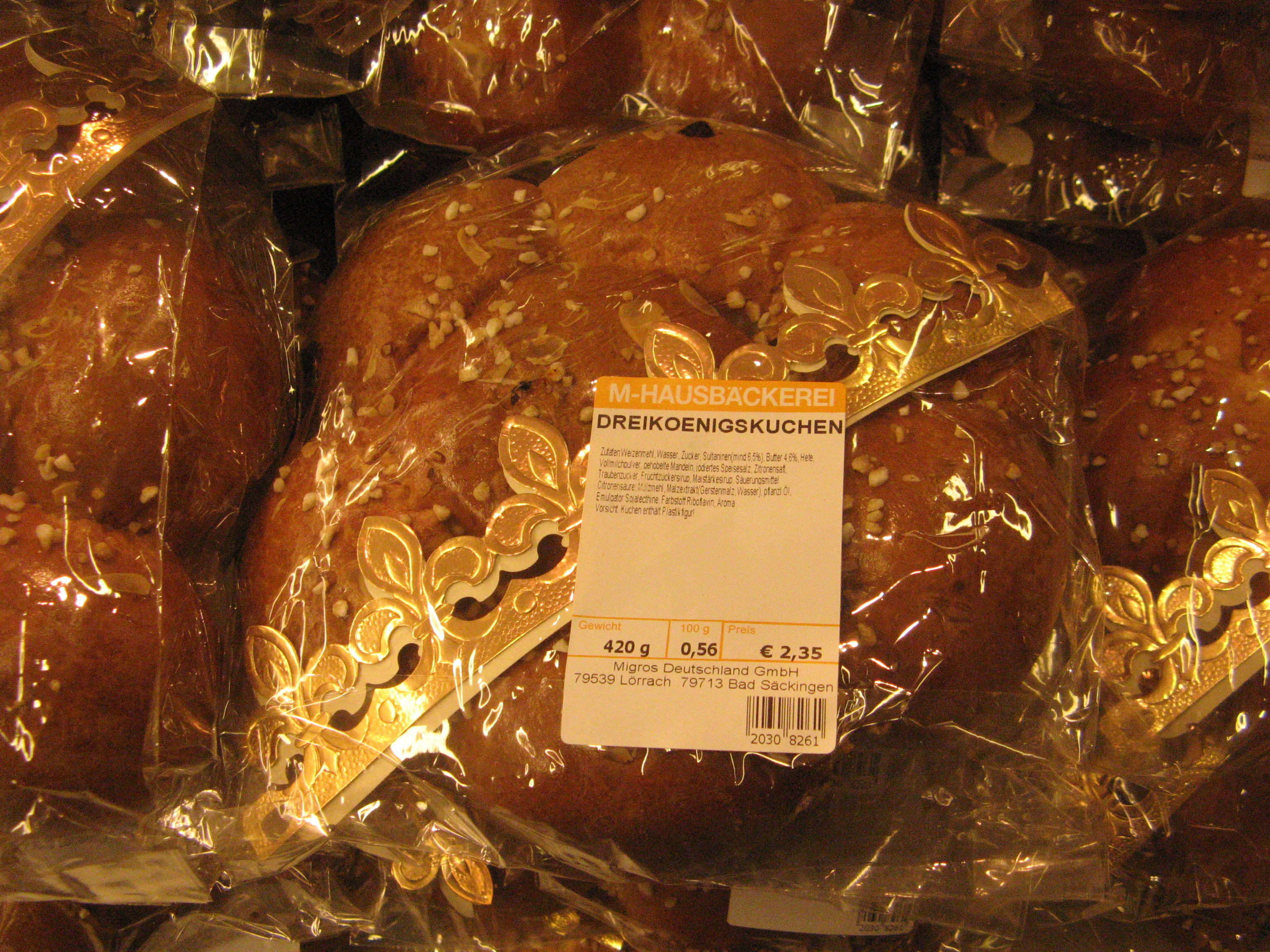
德国、巴登-符腾堡州国王蛋糕
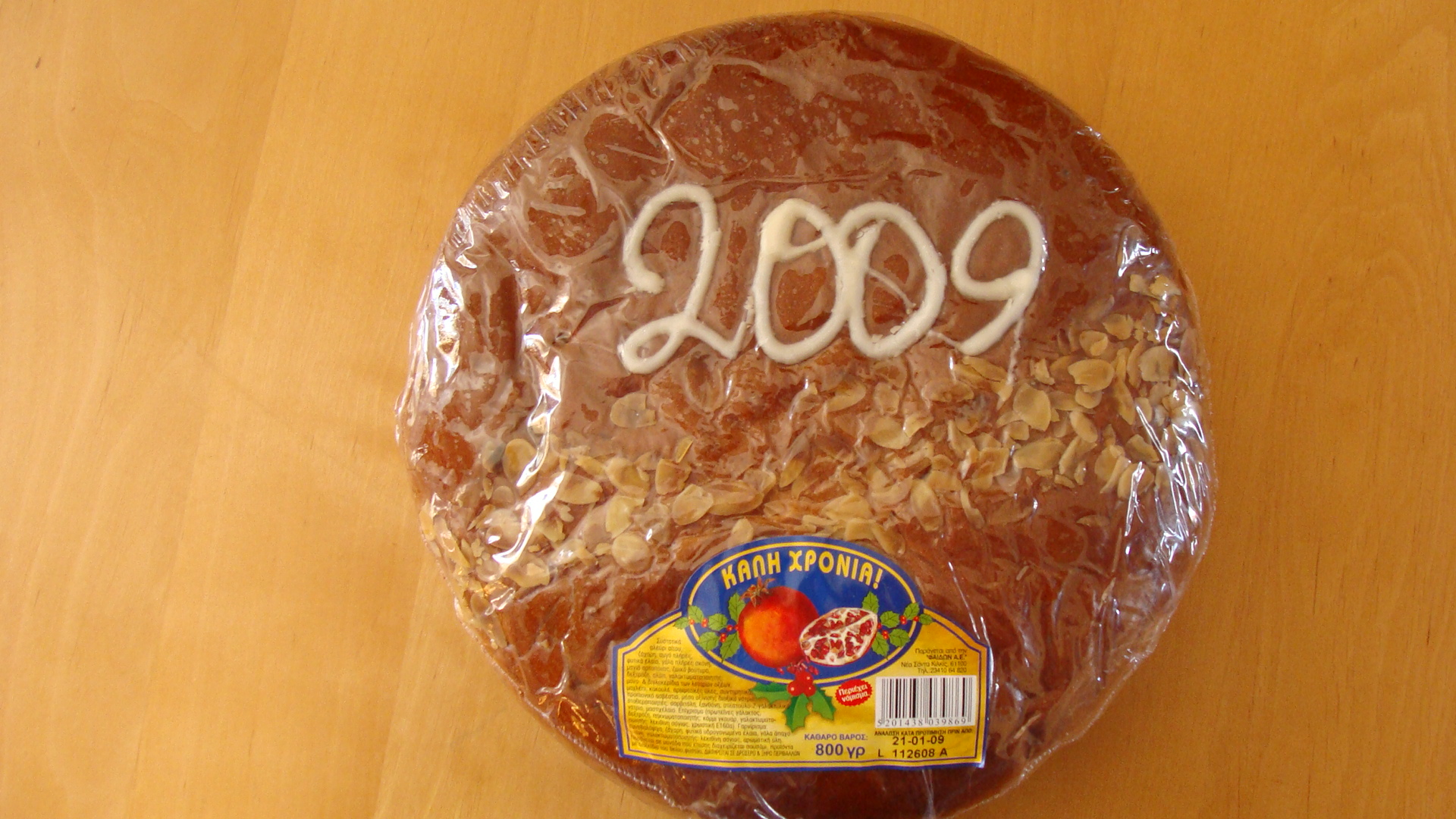
希腊国王蛋糕
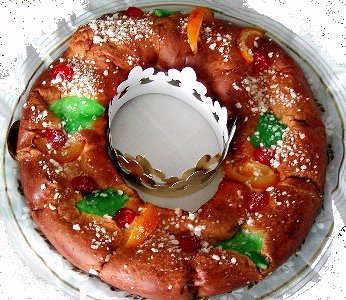
加泰罗尼亚国王蛋糕